# Pycnonotus brunneus
El bulbul ojirrojo (Pycnonotus brunneus) es una especie de ave paseriforme de la familia Pycnonotidae propia del sureste asiático. Se encuentra en la península malaya, Sumatra, Borneo e islas menores circundantes.

## Subespecies
Se reconocen las siguientes subespecies:
- Pycnonotus brunneus brunneus
- Pycnonotus brunneus zapolius